# Шевченківська премія — номінація «візуальне мистецтво»
В цьому списку представлено лауреатів Шевченківської премії в номінації «візуальне (образотворче) мистецтво».

## Список лауреатів
| Рік  | Лауреат | Обґрунтування |
| ---- | --- | --- |
| 1964 | Василь Касіян | за багаторічну мистецьку творчість на шевченківську тематику та виконані ним художні твори — естампи, офортні ілюстрації до «Кобзаря», ілюстрації до роману О. Іваненко «Тарасові шляхи».                                                                                         |
| 1966 | Марія Примаченко | за цикл художніх робіт «Людям на радість». |
| 1967 | Кульчицька Олена Львівна | за серію графічних і живописних циклів, у яких відбито героїчну історію і мистецьку культуру українського народу. |
| 1968 | Василащук Ганна Василівна Верес Ганна Іванівна | за цикл українських народних тканих рушників, створених у 1965—1967 роках. |
| 1969 | Дерегус Михайло Гордійович | за створення картин та ілюстрацій на Шевченківські теми — за серію нових живописних і графічних творів: «Пісня», «Кам'янець-Подільська фортеця», «Старі верби». |
| 1970 | Шовкуненко Олексій Олексійович | за серію портретів (поета М. Рильського, генерал-майора С. Ковпака, партизанки М. Вовчик) і цикл нових пейзажів. |
| 1972 | Глущенко Микола Петрович | за серію живописних творів «По ленінських місцях за кордоном», «Пейзажі України» (1969—1671 рр.). |
| 1972 | Філатов Костянтин Володимирович | за картини «В. І. Ленін», «Красна площа». |
| 1972 | Скульптори: Крвавич Дмитро Петрович Мисько Еммануїл Петрович Мотика Ярослав Миколайович Архітектор: Вендзилович Мирон Дем'янович Художник: Пирожков Олександр Петрович | за монумент Бойової Слави Радянських Збройних Сил у місті Львові. |
| 1973 | Скульптори: Віктор Мухін Василь Федченко Ілля Овчаренко Іван Чумак | за монумент «Україна — визволителям» у с. Міловому Ворошиловградської області. |
| 1973 | Архітектори: Георгій Головченко Анатолій Єгоров Іван Мінько | за монумент «Україна — визволителям» у с. Міловому Ворошиловградської області. |
| 1974 | Божій Михайло Михайлович | за картини «В. І. Ленін», «XX вік», «Новий час». |
| 1974 | Кальченко Галина Никифорівна Ігнащенко Анатолій Федорович | за пам'ятник Лесі Українці в місті Києві. |
| 1975 | Ковальов Олександр Олександрович | скульптурні портрети наших сучасників (Д. С. Коротченка, М. Т. Рильського, В. П. Філатова) |
| 1976 | Пузирков Віктор Григорович | за картини «Солдати», «У землянці». |
| 1977 | Агібалов Василь Іванович Рик Яків Йосипович Овсянкін Михайло Федорович Світлорусов Сергій Гаврилович Алфьоров Ігор Олександрович Черкасов Ерік Юрійович Максименко Анатолій Олександрович | за пам'ятник на честь проголошення Радянської влади на Україні в м. Харкові. |
| 1978 | Борисенко Валентин Назарович — скульптор Консулов Анатолій Дмитрович — архітектор | за пам'ятник бійцям Першої кінної армії в смт. Олесько Буського району Львівської області. |
| 1978 | Чернявський Георгій Георгійович | за серію живописних творів «По ленінських місцях», «Ульянови на Україні» і цикл індустріальних пейзажів України. |
| 1979 | Ватченко Горпина Федосіївна (керівник роботи) Зуєв Володимир Олександрович (архітектор, автор реконструкції комплексу) Коротков Володимир Іванович, Ривін Володимир Лазаревич (художники, автори інтер'єрів музею) Бут Микола Якович, Овечкін Микола Васильович (художники, автори діорами «Битва за Дніпро») Прокудо Віталій Стефанович (автор сценарію і науковий консультант діорами «Битва за Дніпро») | Комплекс Дніпропетровського історичного музею імені Д. І. Яворницького |
| 1980 | Лопухов Олександр Михайлович | за картини «Сильні духом», «Війна», «Місячна соната», «Перемога», «Вихор Жовтня», «Вольниця». |
| 1981 | Шорін Едуард Олексійович — керівник роботи Гусельникова Тамара Валентинівна — архітектор-реставратор Художники: Озерний Михайло Іванович Семерньов Віктор Михайлович Стешин Юрій Тимофійович Іванов Віктор Якимович — інженер-конструктор Завідувачі відділів музею, наукові консультанти: Хлопинська Людмила Дмитрівна Чередниченко Галина Іванівна Керанчук Леонід Кирилович — будівельник               | за створення Музею суднобудування і флоту в місті Миколаєві. |
| 1982 | Шишко Сергій Федорович | за серію картин «Київська сюїта». |
| 1983 | Керівники авторської групи: Бойко Володимир Петрович Ліпатов Ростислав Федорович Художники: Кузнецов Геннадій Юхимович Матвєєв Євген Володимирович Новиков Юрій Георгійович Шевченко Михайло Дмитрович Складач: Зубець Анатолій Михайлович Друкар: Хоменко Микола Іванович | за впровадження нових принципів конструювання, оформлення та поліграфічного виконання творів класиків марксизму-ленінізму та видатних діячів комуністичного і робітничого руху (К. Маркс. «Капітал», «Громадянська війна у Франції»; Г. Димитров. «І все-таки вона крутиться!…»). |
| 1983 | Свида Василь Іванович | за горельєф «В сім'ї єдиній». |
| 1983 | Якутович Георгій В'ячеславович | за ілюстрації до книжок «Повість минулих літ», «Слово про Ігорів похід», «Карби. Чічка. Злодія зловили» М. Черемшини, «Козак Голота» М. Пригари. |
| 1984 | Скульптори: Вронський Макар Кіндратович Сухенко Віктор Васильович Архітектор: Федоров Євген Борисович | за пам'ятник Тарасові Шевченку в місті Шевченко Мангишлацької області Казахської РСР |
| 1984 | Шаталін Віктор Васильович | за цикл картин на історико-революційну, військово-патріотичну теми і твори про сучасників. |
| 1985 | Горбань Євген Юхимович | за пам'ятник героям Горлівського збройного повстання 1905 року в місті Горлівці Донецької області. |
| 1985 | Насєдкін Анатолій Леонідович | за цикл живописних творів про колгоспне будівництво «До колгоспу», «Хліб революції», «Продзагін», «Земля». |
| 1986 | Художники (гобелен): Товстуха Леонід Самійлович Бабенко Надія Несторівна Килимарниці: Єфремова Домна Федосіївна Бондарець Ганна Савівна Художники (фарфор): Трегубова Валентина Михайлівна Трегубов Микола Семенович | за високохудожнє використання народних традицій у творах декоративно-прикладного мистецтва. |
| 1987 | Захаров Федір Захарович | за серію пейзажів і натюрмортів «Рідна моя Україна». |
| 1988 | Стороженко Микола Андрійович | за ілюстрації до книжок «Фата Моргана», «Іванко та Чугайстер» М. Коцюбинського, «Серед степів. День на пастівнику» Панаса Мирного, «Сонети» І. Франка, «Українські народні казки», «Болгарські народні казки».                                                                    |
| 1989 | Івахненко Олександр Іванович | за ілюстрації до творів Т. Г. Шевченка. |
| 1990 | Возницький Борис Григорович | за багатогранну роботу по збереженню, дослідженню і популяризації культурної спадщини. |
| 1992 | Максименко Микола Антонович | за серію пейзажів «Україно моя» |
| 1992 | Синиця Григорій Іванович | за відродження української колористичної школи монументального живопису і твори останніх років |
| 1993 | Гуменюк Феодосій Максимович | за серію портретів історичних діячів: П. Сагайдачного, П. Полуботка, І. Мазепи, Марусі Чурай, Байди Вишневецького, С. Наливайка, І. Гонти, М. Залізняка |
| 1993 | Лопата Василь Іванович | за ілюстрації до Кобзаря Т. Г. Шевченка |
| 1994 | Антонюк Андрій Данилович — художник | за серію картин останніх років: «Митрополит Іларіон», «Феофан Прокопович», «В казематі (Т. Шевченко)», «Учителю, хто ми?», «Поклоніння землі та водам», «Богопільська Мадонна», «Розмова з Всесвітом», «Сурми глас. Пересторога»                                                  |
| 1994 | Герц Юрій Дмитрович — художник | за серію картин «Барвиста Верховина». |
| 1994 | Зарецький Віктор Іванович — художник (посмертно) | за картини останніх років: «Солдатка», «Літо», «Дерево (Витоки мистецтва)», «Ой, кум до куми залицявся», «Весняні клопоти» |
| 1995 | Бідняк Микола Петрович (Канада) — художник | за серію історичних картин і портретів: «Князь Данило Галицький», «Гетьман Іван Мазепа», «Довбуш», «Битва під Крутами», цикл творів з іконопису |
| 1995 | Задорожний Іван-Валентин Феодосійович (посмертно) — художник | за серію робіт 1964–1988 років |
| 1995 | Заливаха Опанас Іванович — художник | за твори останніх років: «ХХ вік», «Мироносиці», «Українська мадонна», «Портрет Василя Стуса», «Портрет Шевченка», «Козака несуть», «Початок» |
| 1996 | Зноба Валентин Іванович — скульптор | за створення скульптурних композицій на тему Великої Вітчизняної війни (монументи Слави у містах Херсоні, Хмельницькому, на Букринському плацдармі, пам'ятник у місті Броварах)                                                                                                   |
| 1996 | Нарбут Д. Г. — художник | за серію портретів «Гетьмани України» та картини «Вибори кошового», «Страшний суд», «Покрова Богородиці». |
| 1997 | Марчук Іван Степанович — художник | за цикл картин «Шевченкіана», «Голос моєї душі» |
| 1997 | Семикіна Людмила Миколаївна — художниця | за серію строїв «Високий замок» |
| 1998 | Художники: Литовченко Марія Тимофіївна Литовченко Іван Семенович (посмертно) | за гобелен-триптих «Витоки слов'янської писемності» |
| 1998 | Художники: Пасивенко Володимир Іванович Прядка Володимир Михайлович | за монументально-декоративне панно «Біль Землі», створені для Національної бібліотеки України імені В. І. Вернадського |
| 1998 | Яблонська Тетяна Нилівна — художниця | за серію живописних робіт 1993–1997 років |
| 1999 | Майстри народного мистецтва: Білик Іван Архипович Китриш Михайло Єгорович Омеляненко Василь Онуфрійович | за цикли творів опішнянської кераміки |
| 1999 | Патик Володимир Йосипович — художник | за серію робіт «Земля Шевченка» та твори останніх років |
| 1999 | Мазур Богдан Миколайович — скульптор | за пам'ятники Сергію Параджанову у м. Києві та Ангел скорботи у м. Хмельницькому |
| 2000 | Тимченко Марфа Ксенофонтівна — художниця | за серію творів народного декоративного малярства |
| 2000 | Чепелик Володимир Андрійович — скульптор | за пам'ятник М. С. Грушевському в м. Києві |
| 2002 | Бокотей Андрій Андрійович — художник | за просторові композиції зі скла |
| 2003 | Левитська Марія Сергіївна — художник-сценограф | за сценографічні роботи останніх років |
| 2004 | Якутович Сергій Георгійович — художник | за цикл графічних творів останніх років |
| 2005 | Алієв Айдер Енверович — скульптор Нагаєв Ібраїм-Герей Садикович — головний архітектор Нагаєва Зарема Садиківна — архітектор Якубов Февза Якубович — автор концепції комплексу Абдулаєв Азіз Рефатович — автор оформлення комплексу | за скульптурний комплекс «Відродження» у м. Сімферополі. |
| 2005 | Микита Володимир Васильович — художник | за серію робіт «Рідний край». |
| 2006 | Безніско Євген Іванович — художник | за серію ілюстрацій до творів Івана Франка. |
| 2006 | Недяк Володимир Володимирович — автор-упорядник, художник, ілюстратор, фотограф | за ілюстровану історію українського козацтва «Україна — козацька держава». |
| 2007 | Чебикін Андрій Володимирович — художник | за цикли художніх робіт «Кримські мотиви», «Жіночі образи», «Зів'яле листя». |
| 2007 | Плаксій Борис Іванович — художник | за цикли живописних робіт «Агонія зла», «Творці незалежності». |
| 2007 | Остафійчук Іван Васильович — художник | за цикли художніх робіт «Моя Україна», «Подорож до Батурина», «Бойківська сага». |
| 2008 | Сідак Василь Васильович — майстер народного мистецтва | за серію дерев'яної скульптури |
| 2008 | Франчук Валерій Олександрович — художник | за цикл живописних творів «Розгойдані дзвони пам′яті», присвячений жертвам Голодоморів в Україні |
| 2009 | Гонтаров Віктор Миколайович — художник | за серію полотен «Мій Гоголь» та цикл живописних робіт |
| 2009 | Наконечний Віктор Андрійович — майстер народного малярства | за серію картин «Краю мій сонячний» |
| 2010 | Ганжа Степан Олександрович — майстер народного мистецтва | за мистецьку серію килимів |
| 2010 | Ковтун Віктор Іванович — художник | за цикл живописних робіт «Мій край — Слобожанщина» |
| 2010 | Лавр Костянтин Тихонович — художник | за ілюстрації до творів класиків вітчизняної літератури та монументальні розписи на тему українських народних казок у Київському академічному театрі ляльок |
| 2011 | не присуджена | |
| 2012 | Анатолій Криволап | за цикл з 50 робіт «Український мотив» |
| 2013 | Печорний Петро Петрович | за серію керамічних тарелей за мотивами творів Тараса Шевченка |
| 2014 | Медвідь Любомир Мирославович, художник | за цикл живописних творів «Ремінісценції» |
| 2015 | Компанець Микола Іванович, художник | за мистецький цикл «Земля моїх батьків» та ілюстрації до творів М. Гоголя |
| 2016 | Гуйда Михайло Євгенович, художник | за цикл живописних творів «В єдиному просторі» |
| 2017 | Малишко Микола Олексійович, художник | за проект «Лінія» (скульптура) |
| 2018 | Маков Павло Миколайович, художник | за мистецький проект «Втрачений Рай» |
| 2019 | Чебаник Василь Якович, художник | за проєкт «Графіка української мови» |
| 2020 | Олександр Глядєлов. | за мистецький проєкт «Карусель» |